# Sarah Pitkowski
Sarah Pitkowski-Malcor  (ur. 13 listopada 1975 w Seclin) – tenisistka francuska, reprezentantka w Pucharze Federacji.
Jako tenisistka zawodowa występowała w latach 1993–2001. W 1993 debiutowała w turnieju wielkoszlemowym - otrzymała specjalne zaproszenie (tzw. dziką kartę) do French Open. W pierwszych latach kariery występowała głównie w turniejach niższej rangi niż WTA Tour, osiągając kilka finałów. W 1996, m.in. po dotarciu do III rundy French Open (1/16 finału), znalazła się po raz pierwszy w czołowej setce rankingu światowego.
Najlepszy okres w karierze sportowej Pitkowski przypadł na lata 1998–2000. W sezonie 1998 była m.in. w czterech ćwierćfinałach i trzech półfinałach turniejów WTA Tour oraz III rundzie US Open. Dzięki tym wynikom przebiła się do pierwszej pięćdziesiątki na świecie, a sezon zakończyła na miejscu nr 36. Odniosła kilka zwycięstw nad znanymi rywalkami, m.in. Sabine Appelmans, Sandrine Testud, Kariną Habšudovą, Ruxandrą Dragomir, Carą Black, Amandą Coetzer. W 1999 odniosła swoje jedyne zwycięstwo turniejowe - wygrała turniej w Budapeszcie, gdzie była rozstawiona z numerem 7; w finale pokonała Hiszpankę Torrens Valero. Ponadto w sezonie 1999 była w finale turnieju w Antwerpii, gdzie przegrała z debiutującą w cyklu zawodowym Belgijką Justine Henin, oraz dwóch innych półfinałach, dwóch ćwierćfinałach, 1/16 finału Wimbledonu.
W rankingu ogłoszonym 1 listopada 1999 zajmowała najwyższe miejsce w karierze - nr 29. Rok 1999 zakończyła trzy pozycje niżej, a w kolejnym sezonie grała nieco mniej skutecznie (dwa półfinały, cztery ćwierćfinały), odniosła natomiast jedno ze swoich najbardziej prestiżowych indywidualnych zwycięstw - w halowym turnieju w Paryżu pokonała wysoko klasyfikowaną rodaczkę Mauresmo (mimo przegranego pierwszego seta do zera). Ponownie była też w III rundzie Wimbledonu (przegrała z Seles).
Po serii nieudanych występów (w ciągu sezonu 2001 wypadła z pierwszej setki rankingu), a także w związku z kontuzją prawego ramienia, zakończyła karierę sportową późnym latem 2001 (po porażce w eliminacjach do US Open). Zarobiła w karierze ponad 823 tysiące dolarów, wystąpiła łącznie w 27 turniejach wielkoszlemowych (czterokrotnie dochodząc do III rundy). Wśród rywalek, które udało się jej pokonać, były (poza wymienionymi wyżej) m.in. Nathalie Dechy, Julie Halard-Decugis, Jelena Lichowcewa, Meghann Shaughnessy, Anna Smasznowa, Natalla Zwierawa. Miała natomiast negatywny bilans z Polką Magdaleną Grzybowską (jedyny mecz tych tenisistek Pitkowski przegrała w I rundzie Australian Open 1997). W grze podwójnej Francuzka najwyżej była sklasyfikowana w sierpniu 1996 (nr 101).
W kwietniu 1998 wystąpiła w reprezentacji Francji w Pucharze Federacji. W meczu przeciwko Belgijkom Pitkowski pokonała Appelmans, a uległa Monami (Van Roost).
7 lipca 2001 Pitkowski poślubiła francuskiego tenisistę, Oliviera Malcora. Para ma syna.